# Gerlos Bach
Gerlos Bach är ett vattendrag i Österrike.   Det ligger i förbundslandet Tyrolen, i den västra delen av landet, 400 km väster om huvudstaden Wien.
I omgivningarna runt Gerlos Bach växer i huvudsak blandskog. Runt Gerlos Bach är det ganska glesbefolkat, med 42 invånare per kvadratkilometer.